# 况公祠
况公祠，位于江苏省苏州市姑苏区西美巷31号，建于清代，为苏州市文物保护单位。
况钟（1383年－1443年），字伯律，江西靖安人，曾任礼部主事、郎中。明宣德及正统年间担任苏州知府，在任期间清廉正直、秉公执法，被百姓尊称为“况青天”。况钟去世后，在苏州府学（文庙）内为其建立祠堂。
清道光六年（1826年），苏州知府额腾伊将况公祠移建至西美巷，该处原为东晋顾辟疆之私家园林，后又为大觉庵。祠堂大门朝东，门右为享堂，堂前设有5米见方戏台一座，堂左及戏台后另有房屋数间。太平天国时期曾被毁，同治十一年重建。